# Варданян, Рубен Саркисович
Рубен Саркисович Варданян (арм. Ռուբեն Սարգսի Վարդանյան; род. 20 марта 1949) — советский и армянский учёный в области фармацевтической химии, доктор химических наук, профессор, член-корреспондент АН АрмССР (1986), действительный член АН Армении (1996). Профессор Ереванского государственного университета и Аризонского университета.

## Биография
Родился 20 марта 1949 года в Ереване, Армянской ССР.
С 1966 по 1971 год обучался на химическом факультете Ереванского государственного университета, который окончил с отличием. С 1971 по 1974 год обучался в аспирантуре Институте органической химии АН СССР.
С 1974 года на научно-исследовательской работе в Института тонкой органической химии АН АрмССР — НАН Армении в должностях: старший лаборант, младший и старший научный сотрудник, с 1984 по 1995 год — руководитель лаборатории синтеза анальгетиков и антагонистов. Одновременно с 1994 по 1998 год являлся первым заместителем директора Агентства по лекарствам и медицинским технологиям Армении.
С 1998 по 2002 год на педагогической работе в Ереванском государственном университете являясь организатором и первым заведующим кафедры фармацевтической химии. С 2002 года на научно-исследовательской и педагогической работе в Аризонском университете в качестве научного сотрудника и с 2006 года — профессором этого университета.

### Научно-педагогическая деятельность и вклад в науку
Основная научно-педагогическая деятельность Р. С. Варданяна была связана с вопросами в области фармацевтической химии, анальгезии, занимался исследованиями в области химии насыщенных гетероциклических соединений, создания лекарственных соединений, влияющих на сердечно-сосудистую и центральную нервную системы.
В 1974 году защитил кандидатскую диссертацию, в 1986 году защитил докторскую диссертацию на соискание учёной степени доктор химических наук. В 1988 году ему присвоено учёное звание профессор. В 1990 году он был избран член-корреспондентом АН АрмССР, в 1996 году — действительным членом НАН Армении.  Р. С. Варданяном было написано более ста двадцати научных работ в том числе  монографий и двадцати пяти свидетельств на изобретения, а так же научных статей опубликованы в ведущих научных журналах.

## Основные труды
- Синтез основных лекарственных средств / Р. С. Вартанян. - Москва : Мед. информ. агентство (МИА), 2005. - 843 с. ISBN 5-89481-218-6[2]